# Río Tar/Pamlico
El río Tar/Pamlico en inglés: Tar River - Pamlico River pronunciación en inglés: /'pæmlɪkoʊ/) es un corto río costero de aproximadamente 346 km de la vertiente Atlántica de los Estados Unidos que nace en la meseta de Piedmont y desemboca en el Pamlico Sound, en Carolina del Norte.  El tramo desde el nacimiento hasta casi la desembocadura, en la confluencia con el arroyo Tranters, se considera como río Tar y desde aquí hasta la desembocadura, una corta zona de río de marea o estuarina, se considera el río Pamlico propiamente. (Nominalmente, el cambio de nombre se aplica bajo el puente de la U.S. Highway 17 en Washington). El Tar/Pamlico drena una cuenca de  9422 km².
Entre los pueblos y ciudades a lo largo del Tar se encuentran Louisburg, Rocky Mount, Tarboro y Greenville. El pueblo de Old Sparta fue antiguamente un puerto fluvial importante en el Tar, pero su importancia ha disminuido en el siglo XX.
El río Tar/Pamlico está vinculado a la historia de miles de años de asentamientos humanos, que van desde los pueblos indígenas más antiguos, pasando por los indios tuscaroras y los colonos europeos y americanos posteriores.
También hay un río Tar en Montserrat, en las Antillas, un río Tar en Irlanda, y otro río Tar en el sur de Kirguistán.

## Historia
La histórica tribu de los tuscarora, un grupo de la lengua iroquesa originalmente del oeste de Nueva York, estaba bien establecida en Carolina del Norte, incluyendo las riberas a lo largo del río tar/Pamlico, antes del contacto europeo. La invasión de los colonos y la venta de tuscaroras como esclavos aumentó las tensiones entre los grupos, que llevaron a la guerra Tuscarora (1711-1715), en la que los tuscaroros liderada por el jefe Hancock fueron derrotados. La mayoría de los tuscaroras emigraron a Nueva York, donde fueron acogidos por los oneidas y en 1722 fueron admitidos en la Confederación Iroquesa como la Sexta Nación. La mayoría de los sobrevivientes en Carolina del Norte se retiraron a una reserva en 1718 en el condado de Bertie, Carolina del Norte. Desde el contacto con los europeos, perdieron gran parte de la población debido a la falta de inmunidad a las nuevas enfermedades infecciosas, seguido por las víctimas de la guerra.
Colonos ingleses, irlandeses y escoceses se trasladaron a la región desde Virginia para conseguir grandes extensiones de tierras más baratas. Un grupo de colonos alemanes y suizos también se trasladaron a la región desde el asentamiento del sudeste de New Bern, Carolina del Norte. Establecieron ciudades como Washington  y Bath. Este último fue la guarida y base de operaciones del pirata Barbanegra, que finalmente fue indultado por el gobernador Charles Eden.  La mayoría de los colonos participaron en el cultivo de tabaco en la cuenca Pamlico/Tar, importando numerosos esclavos africanos para trabajar en la cosecha como mano de obra intensiva.  Durante años, el corredor del río se mantuvo como un remanso sin ley.
Carolina del Norte fue originalmente una colonia para los almacenes navales, es decir, la cobertura de pinos de hoja larga que cubría la llanura costera fue utilizada por la Marina británica para hacer mástiles de barcos y la resina de pino se utilizó para la fabricación de alquitrán para calafatear los barcos. El río Tar (en inglés, alquitrán) debe su nombre a su uso histórico como una ruta importante para las barcazas cargadas de alquitrán que se dirigían hacia el mar.  La ciudad de Tarboro se encuentra en las orillas del río. Una investigación reciente llevada a cabo por la Universidad de Carolina del Este, en Greenville, y los historiadores del condado de Pitt han descubierto documentación que señala que antes de la Guerra Civil, la Legislatura de Carolina del Norte se había apropiado de fondos para la construcción de presas y esclusas en el río Tar en un intento de facilitar la navegación durante casi todo el año para los productos agrícolas y los fletes de los almacenes navales y de los barcos de pasajeros que viajaban entre Tarboro, a través de Greenville, hasta Washington.
Un relato de la importancia del nombre del río proviene de la Guerra Civil:

Pudo haber estado inspirado por un incidente en Carolina del Norte. Cuando los confederados se preparaban para evacuar a Washington, NC, en marzo de 1862, enviaron escuadrones arriba y abajo del río Tar para destruir todas las existencias de las tiendas de algodón y navales que habían sido preparadas por pequeñas granjas a lo largo del río, para evitar que cayesen en manos de los soldados de la Unión. En el almacén de Taft se encontraron más de 1.000 barriles de trementina y alquitrán. La cantidad era demasiado grande para quemarla, ya que arderían varias casas con ella. Así que los barriles se rodaron hasta el río, donde se cortaron los aros en dos y el contenido se derramó en el río. Tres meses más tarde, en junio, cuatrocientos prisioneros de guerra de la Unión fueron enviados desde Salisbury, NC a Washington, NC, para ser canjeados por prisioneros confederados. Antes de llegar a Washington, los soldados pidieron permiso para bañarse en el río y asearse. Se dispusieron guardias en las riberas del río y a los presos se les permitió desnudarse y luego meterse en el río para lavarse. En el lugar, removieron el fondo del río tanto que el alquitrán manchó sus cuerpos por completo, y a cada hombre que salía del agua con un palo se le debía de quitar el alquitrán de sus cuerpos y piernas. Un confederado les gritó: «Hola chicos, ¿qué os pasa?» La respuesta de un disgustado soldado yanqui fue: «¡Habíamos oído hablar del río Tar todas nuestras vidas, pero nunca creímos que lo había realmente en tal lugar, pero maldito si no lo hemos encontrado, el lecho entero de éste es alquitrán!»
J. D. Meyers. “How the Yankees Found the Tar River.”

El río Pamlico fue una posición estratégica clave durante la guerra civil americana. El río Pamlico fue el sitio del hundimiento del acorazado de la Unión, el USS Picket.  El puente de la Ruta 17 de los Estados Unidos, que conecta Washington con la cercana Chocowinity, divide el río.  Esa porción que asciende hacia el oeste, se llama el río Tar.
El río quedó fuertemente afectado por el huracán Floyd en 1999 y causó muchas inundaciones en la zona. El río Tar sufrió las peores inundaciones del huracán, superando los niveles de avenida de los 500 años a lo largo de sus tramos inferiores;  creció 7,3 m sobre el nivel de inundación. Cuando el río inundó en 1999, la altura en Greenville fue de aproximadamente 9,15 m.

### Presente
Aunque por el río ya no navegan vapores ni buques de carga, todavía lleva cientos de barcos por año. Es un lugar popular de la pesca. Se continúa cultivando el tabaco en las tierras agrícolas próximas.
En los últimos diez años, han aparecido en la parte final del río Pamlico brotes periódicos de pfiesteria debido a la abundancia de nitrógeno y fosfato en sus aguas.  Estos elementos proceden de la escorrentía contaminada que se origina en las granjas de cerdos aguas arriba y en una mina de fosfato en la orilla sur del río. La abundancia de nitrógeno y fosfato produce periódicamente masivas muertes de peces y ha contaminado la población de mariscos de la zona. Las algas crecen en anteriormente playas de arena, ya que el fosfato y el nitrógeno son fertilizantes comunes.
Aunque las muertes de peces fueron un problema mayor hacia el año 2000, las autoridades estatales todavía advierten contra el consumo de mariscos del río. Aunque el río todavía sufre algunos problemas ambientales, es un hermoso río de marea que es compatible con una variedad de especies acuáticas.